# 藤原諸房
藤原 諸房（ふじわら の もろふさ、生没年不詳）は、平安時代前期の貴族。藤原南家巨勢麻呂流、右大臣・藤原三守の孫。侍従・藤原有統の子。官位は従五位上・信濃守。

## 経歴
清和朝初頭の貞観2年（860年）従五位下に叙爵し、翌貞観3年（861年）斎宮頭に任官する。貞観8年（866年）2月に中務少輔に遷るが、同年9月に伊勢斎宮寮の允以上の諸官人が悉く触穢となったため、勅により諸房が伊勢太神宮へ派遣されて祭事を行った。
陽成朝では備後守を経て、少納言兼侍従を務め、元慶3年（879年）従五位上に叙せられている。また、元慶4年（880年）清和上皇が崩御した際には、内舎人・伴宗永とともに美濃関の固関使を務めている。元慶7年（883年）第30次渤海使・裴頲の帰国に際して、太皇太后宮権亮・平惟範らとともに太政官符の交付を行った。
光孝朝の仁和3年（887年）信濃守として地方官に転じた。また、時期は不明ながら伊勢権守も務めている。

## 官歴
『日本三代実録』による。
- 時期不詳：正六位上
- 貞観2年（860年） 12月28日：従五位下
- 貞観3年（861年） 5月29日：斎宮頭
- 貞観8年（866年） 2月13日：中務少輔
- 時期不詳：備後守
- 元慶3年（879年） 正月7日：従五位上
- 元慶7年（883年） 5月12日：見少納言兼侍従
- 仁和3年（887年） 6月13日：信濃守
- 時期不詳：伊勢権守[4]

## 系譜
『尊卑分脈』による。
- 父：藤原有統
- 母：大中臣峯子
- 妻：藤原忠平の娘
  - 男子：藤原恒秋
  - 男子：藤原恒尚